# Tobias ten Brink
Tobias ten Brink (* 1976 in Frankfurt am Main) ist ein deutscher Politikwissenschaftler.

## Leben
ten Brink studierte in den Jahren 1997 bis 2002 an der Johann Wolfgang Goethe-Universität Frankfurt am Main Politikwissenschaft. 2007 erfolgte seine Promotion. Im Anschluss war er bis 2012 Wissenschaftlicher Mitarbeiter am Max-Planck-Institut für Gesellschaftsforschung in Köln. 2012 habilitierte er sich und bis 2015 war er, unterbrochen von einigen Auslandsaufenthalten, am  Frankfurter Institut für Sozialforschung als Gastwissenschaftlicher tätig. Zu seinen Themenschwerpunkten gehören insbesondere die Vergleichende und Internationale Politische Ökonomie sowie China. Seit dem 1. April 2016 ist ten Brink als Professor für Chinese Society and Business an der Jacobs University Bremen tätig.

## Veröffentlichungen (Auswahl)
- VordenkerInnen in der globalisierungskritischen Bewegung. Pierre Bourdieu, Susan George, Antonio Negri. Neuer ISP Verlag 2004, ISBN 3-89900-020-X.
- Staatskonflikte, Lucius & Lucius (UTB), Stuttgart 2008, ISBN 978-3-8282-0419-5.
- Geopolitik. Geschichte und Gegenwart kapitalistischer Staatenkonkurrenz, Westfälisches Dampfboot, Münster 2008, ISBN 978-3-89691-123-0.
  - Englischsprachige Ausgabe: Global political economy and the modern state system. Übersetzer: Jeff Bale. Brill, Leiden 2014, ISBN 978-90-04-26221-8.
- als Herausgeber: Globale Rivalitäten. Staat und Staatensystem im globalen Kapitalismus, Steiner, Stuttgart 2011, ISBN 978-3-515-09905-9.
- Chinas Kapitalismus. Entstehung, Verlauf, Paradoxien, Frankfurt/New York: Campus 2013, ISBN 978-3-593-39880-8.
  - englische Ausgabe: China’s Capitalism. A Paradoxical Route to Economic Prosperity, University of Pennsylvania Press 2019, ISBN 978-0-8122-5109-8.
- gemeinsam mit Andreas Nölke, Christian May und Simone Claar: State-permeated Capitalism in Large Emerging Economies, Routledge, London 2019, ISBN 978-0-3672-0369-6.